# Спасителите в Австралия
„Спасителите в Австралия“ (на английски: The Rescuers Down Under) е американски анимационен филм на компанията Уолт Дисни и продължение на хитовата детска анимация от 1977 г. „Спасителите“, която се базира на книги от поредицата романи за деца „Спасителите“ на английската писателка Марджъри Шарп. Премиерата му в САЩ е на 16 ноември 1990 г. Това е двадесет и деветият филм от поредицата „Класически анимационни филми“ на Дисни (Walt Disney Animated Classics) и е от периода, познат като Дисни Ренесанс (Disney Renaissance).
Действието се развива основно в Австралия.

## Сюжет
Коуди е австралийско момче, което обича и помага на дивите животни. Той спасява от клопка рядък златен орел на име Марахути. Благодарната птица му показва гнездото, където са нейните яйца, и му дава едно златно перо.
Коуди сам попада в един от капаните на бракониера Маклийч, който търгува с редки животни. Виждайки златното перо, Маклийч се опитва да убеди момчето да му разкрие къде се намира гнездото на орлицата, но Коуди отказва. Бракониерът го отвежда в своето ранчо и го заключва в клетка при пленените от него животни.
Съобщение за случилото се е изпратено до Ню Йорк, където се намира щабът на международния спасителен отряд — организация от антропоморфни мишки, които оказват помощ на жертви на отвличане от цял свят. Случаят е възложен на специалните агенти, Бернар и Бианка. Новината пристига точно преди Бернар да успее да предложи брак на Бианка. Двете мишки отиват да потърсят албатроса Орвил, който им е помагал преди. Намират брат му Уилбър и го убеждават да ги пренесе до Австралия. Там са посрещнати от Джейк, местния представител на международния спасителен отряд. Като опитен водач, той им помага да се справят с трудностите по пътя към Коуди и флиртува с Бианка, за неудоволствие на Бернар. Междувременно се налага Уилбър да постъпи в болница, обездвижен след травма в гърба. Той, обаче, отказва операция и се опитва да избяга. При борбата с болничния персонал, гръбнакът му случайно се намества правилно и Уилбър отлита да търси приятелите си.
В ранчото на Маклийч Коуди се опитва да освободи себе си и животните, но плановете му са осуетени от домашния любимец на бракониера – голям гущер на име Йоана. Маклийч решава да заблуди момчето: пуска го да си върви, като му казва, че някой друг вече е убил Марахути и малките ѝ ще загинат. Момчето отива при гнездото, а бракониерът го проследява.
Разбрали за плана на Маклийч, мишките-спасители се опитват да предупредят Коуди, точно когато той с радост разбира, че златната орлица е жива. Маклийч залавя Коуди, Марахути, Бианка и Джейк и ги отвежда при Крокодилските водопади, където се готви да хвърли вързаното момче на крокодилите.
Уилбър пристига в гнездото на Марахути и Бернар го убеждава да остане да пази яйцата, които той е успял да защити от Йоана. Използвайки трик, видян от Джейк, Бернар опитомява диво прасе и, яздейки го, пристига навреме, за да осуети намеренията на Маклийч. Подмамена от Бернар, Йоана блъсва бракониера в реката с крокодилите. Гущерът успява да се спаси, а Маклийч пропада в огромен водопад.
Бернар се хвърля да спаси овързания Коуди, който също попада в реката. Това не е по силите му, но освободената от Джейк и Бианка орлица се намесва благополучно. Бернар най-накрая успява да направи предложение за брак на Бианка, което тя с радост приема. Мишките и Коуди се отправят към дома на момчето на крилете на Марахути, а същевременно Уилбър още е на пост в гнездото, когато се излюпват малките на орлицата.